# مقصودلوي سفلي
مقصودلوي سفلي هي قرية في مقاطعة بارس أباد، إيران. يقدر عدد سكانها بـ 223 نسمة بحسب إحصاء 2016.